# ماساشی مییامورا
ماساشی مییامورا (انگلیسی: Masashi Miyamura؛ زادهٔ ۱۸ فوریهٔ ۱۹۶۹) بازیکن فوتبال اهل ژاپن است.
از باشگاه‌هایی که در آن بازی کرده‌است می‌توان به باشگاه فوتبال توکیو وردی و باشگاه فوتبال آویسپا فوکوئوکا اشاره کرد.